# Hippopsis fractilinea
Hippopsis fractilinea är en skalbaggsart som beskrevs av Bates 1866. Hippopsis fractilinea ingår i släktet Hippopsis och familjen långhorningar. Inga underarter finns listade i Catalogue of Life.